# Лолли Смолл
Лолли Смолл (англ. Lolly Small, также Лика Стар, Lika Star; род. 1 декабря 1997 года, Одесса) — украинская порноактриса.

## Карьера
До дебюта в порно работала ню-моделью, обнажённые фотографии с которой позднее привлекли внимание агента по кастингу. Начала карьеру в порноиндустрии в конце мая 2017 года под псевдонимом Лолли Смолл. Одними из первых съёмок стали сцены анального секса для сайтов First Anal Quest, First Gape и Gape Land. С 2019 года снимается под псевдонимом Лика Стар.
Снимается для Evil Angel, Evil Playgrounds, LetsDoeIt, MetArt, Oldje.com, Private, брендов Vixen Media Group (Blacked, Tushy, Vixen) и других студий в сценах различных категорий: от традиционных и лесбийских сцен до анального секса и двойного проникновения.
В октябре 2020 года сцена Body Warmth студии Vixen с участием Лики Стар, Сибил и Кристиана Клэя была удостоена премии XBIZ Europa Award в категории «Лучшая сцена секса — гламкор». В сентябре 2021 года повторно удостоена XBIZ Europa Award, на этот раз за сцену секса в полнометражном фильме Lottie.
В августе 2023 года снялась для обложки и разворота сентябрьского выпуска американского журнала Hustler.
По данным Internet Adult Film Database на август 2023 года, снялась в более чем 200 порнофильмах и сценах.

## Награды и номинации
| Год  | Награда           | Результат | Категория                                                                                                 | Фильм                        |
| ---- | ----------------- | --------- | --- | ---------------------------- |
| 2020 | XBIZ Europa Award | Победа    | Лучшая сцена секса — гламкор (вместе с Кристианом Клэем и Сибил)                                          | Body Warmth                  |
| 2021 | AVN Award         | Номинация | Лучшая лесбийская сцена в иностранном фильме (вместе с Сибил)                                             | Life Is Beautiful            |
| 2021 | AVN Award         | Номинация | Лучшая новая иностранная старлетка                                                                        | н/д                          |
| 2021 | AVN Award         | Номинация | Лучшая сцена группового секса в иностранном фильме (вместе с Литтл Каприс и Марчелло Браво)               | Ice Ice Baby                 |
| 2021 | AVN Award         | Номинация | Награда поклонников: самый горячий новичок                                                                | н/д                          |
| 2021 | XBIZ Europa Award | Номинация | Исполнительница года                                                                                      | н/д                          |
| 2021 | XBIZ Europa Award | Победа    | Лучшая сцена секса — полнометражный фильм (вместе с Дарреллом Дипсом, Лотти Мань и Хесусом Рейесом)       | Lottie                       |
| 2022 | XBIZ Europa Award | Номинация | Исполнительница года                                                                                      | н/д                          |
| 2022 | XBIZ Europa Award | Номинация | Лучшая сцена секса — гламкор (вместе с Агатой Вегой, Кристианом Клэем и Фреей Майер)                      | Couple Crush                 |
| 2022 | XBIZ Europa Award | Номинация | Лучшая сцена секса — лесбийский фильм (вместе с Кэтрин Найт)                                              | Sleep With Me                |
| 2024 | AVN Award         | Номинация | Лучшая сцена секса вчетвером/оргии (вместе с Айви Вульф, Анной Клэр Клаудс, Антоном Харденом и Эмбер Мур) | Deluxe Service (из Level Up) |

## Избранная фильмография
- 2018 — Sex With 2 Teenage Girls 4
- 2018 — Tales From Gape Land 8
- 2018 — Young Blonde Chicks With Small Tits
- 2019 — 18 Year Old Virgins
- 2019 — Cutie Pie Anal Creampie
- 2019 — Teen Couples 8
- 2020 — Cherry Girls 17
- 2020 — Flight Attendants Fuck Better
- 2020 — Rocco’s Psycho Teens 15[13]
- 2020 — Sapphic Desires 2
- 2020 — Taste of a Woman 2
- 2020 — Tushy Raw V17